# Jan Heřmánek
Jan Heřmánek   (Dolní Lhota, 28 de maig de 1907 - Praga, 13 de maig de 1978) va ser un boxejador txecoslovac que va competir entre les dècades de 1920 i 1930.
El 1928 va prendre part en els Jocs Olímpics d'Amsterdam, on guanyà la medalla de plata de la categoria del pes mitjà, en perdre la final contra Piero Toscani.
Com a professional, entre 1930 i 1932, va disputar 5 combats, amb un balanç de 2 victòries, 2 derrotes i 1 combat nul.